# Gintarė Scheidt
Gintarė Scheidt, född den 12 november 1982 i Kaunas i Litauen, är en litauisk seglare.
Hon tog OS-silver i laser radial i samband med de olympiska seglingstävlingarna 2008 i Qingdao i Kina.